# Feltételes függetlenség
A valószínűségszámításban a feltételes függetlenség az események, halmazrendszerek, valószínűségi változók függetlenségének általánosítása a feltételes valószínűség és feltételes várható érték segítségével. A feltételes függetlenséget felhasználják például valószínűségi változók felcserélhető családjainak definiálásához.

## Definíció
Adva legyen az {\displaystyle (\Omega ,\Sigma ,P)} valószínűségi mező, és a {\displaystyle \Sigma } eseménytéren egy {\displaystyle {\mathcal {A}}} σ-algebra. Legyen {\displaystyle P(\cdot |{\mathcal {A}})} az {\displaystyle {\mathcal {A}}}-ra vonatkozó feltételes valószínűség.
A {\displaystyle \Sigma } {\displaystyle ({\mathcal {A}}_{i})_{i\in I}} rész-σ-algebráinak egy {\displaystyle ({\mathcal {A}}_{i})_{i\in I}} családja feltételesen független {\displaystyle {\mathcal {A}}}-tól, ha {\displaystyle I} minden véges {\displaystyle J} részhalmazára és tetszőleges {\displaystyle A_{j}\in {\mathcal {A}}_{j}} választása esetén, minden {\displaystyle j\in J}-re teljesül, hogy
{\displaystyle P\left(\bigcap _{j\in J}A_{j}|{\mathcal {A}}\right)=\prod _{j\in J}P(A_{j}|{\mathcal {A}})}.
A feltételes valószínűség tulajdonságai alapján az identitás P-majdnem biztos.
Az {\displaystyle (X_{i})_{i\in I}} valószínűségi változók családja feltételesen független az {\displaystyle {\mathcal {A}}}-tól, ha az {\displaystyle (\sigma (X_{i}))_{i\in I}} generált σ-algebrák feltételesen függetlenek {\displaystyle {\mathcal {A}}}-tól.